# Daffy Duck : L'Œuf-orie de Pâques
Pour plus de détails, voir Fiche technique et Distribution.
Daffy Duck : L'Œuf-orie de Pâques ou Daffy Duck et l'Œuf de Pâques (Daffy Duck's Easter Show ou Daffy Duck's Easter EGG-citment en VO) est un téléfilm des Looney Tunes, diffusé le 1er avril 1980 sur CBS.

## Cartoons
- The Yolk's on You
- The Chocolate Chase
- Daffy Flies North

## Voix originales
- Mel Blanc : Daffy Duck, Charlie le coq, Grosminet, Speedy Gonzales et le chef d'escadrille
- Nancy Wilbe : Miss Prissy et voix addictionnelles

## Voix françaises

### 1erdoublage(1980)
- Pierre Trabaud : Daffy Duck
- Roger Lumont : Charlie le Coq, le cochon moustachu et une souris
- Georges Aminel : Grosminet
- Serge Lhorca : Speedy Gonzales
- Monique Thierry : Miss Prissy et des souris
- Claude Joseph : le maire, le chef d'escadrille
- Marc François : la narration traductive, une souris

### 2edoublage(2020)
- Emmanuel Garijo : Daffy Duck
- Patrick Préjean : Grosminet
- Benoît Allemane : Charlie le coq
- Barbara Tissier : Miss Prissy, une poule et des souris
- Michel Mella : Speedy Gonzales et une souris
- Bernard Métraux : le chef d'escadrille, le maire et la narration descriptive